# Storcolombia
Storcolombia (spanska: Gran Colombia) var en statsbildning, bestående av den tidigare spanska besittningen Nya Granada och motsvarande nuvarande Colombia, Panama, Ecuador och Venezuela, som 1819 utropades som självständig från spanske kungen av Simón Bolívar.
Ordet Colombia kommer från Christopher Columbus namn och användes först av Francisco de Miranda som en benämning på den Nya världen, speciellt alla amerikanska territorier och kolonier under spanskt och portugisiskt styre. Ordet Gran (som betyder "stor") användes inte under republiken Storcolombias tid, utan lades till namnet av senare tiders historiker, för att skilja mellan den historiska federationen och det nutida Colombia. Då landet fanns hette det officiellt Republiken Colombia.

## Federationens historia
Sydamerikas frihetskämpe Simón Bolívar och andra revolutionärer använde namnet Gran Colombia för hela det spanska Amerika tills republiken grundades 1819 vid Angosturakongressen. Vid denna kongress utropades Gran Colombia som en federal republik, bestående av tre departement med huvudstäder i Bogotá (departementet Cundinamarca), Caracas (departementet Venezuela) och Quito (departementet Quito). Den nya republikens konstitution antogs 1821 vid kongressen i Cucuta och då utsågs även Bogotá till republikens huvudstad. En ny administrativ indelning antogs, Bolívar valdes till president och Francisco de Paula Santander till vicepresident.
Under sina första år hjälpte Storcolombia andra provinser som fortfarande befann sig i krig med Spanien att bli självständiga. Panama kom med i federationen 1821, liksom några återstående provinser i Quito och Venezuela. Peru blev självständigt med hjälp av Storcolombia. Både Bolívar och Santander omvaldes 1826.

## Federationens upplösning
Bolívar drömde om att förena hela Sydamerika och såg Storcolombia som en början. Andra sydamerikanska politiker var inte lika tilltalade av idén om en enda stat och dessa motgångar ledde till att Bolívar avgick 1828. Federationen upplöstes 1830, bland annat beroende på inbördesstrider mellan olika regioner, stridigheter som hade ökat i omfattning efter Bolívars avgång.
År 1863 beslutade staten Nya Granada, som uppstått vid federationens upplösning, att officiellt byta namn till Colombias förenta stater. Under 1886 ändrades namnet till nuvarande Republiken Colombia. Panama förblev en provins i Colombia till 1903, då det blev självständigt.